# سكشن عمارة 101 (فلم)
سكشن عمارة 101 (بالكورية: 건축학개론) فيلم دراما رومانسي صدر عام 2012.

## القصة
يتعرف البطلان على بعضهم داخل قاعة محاضرات رقم 101 في كلية الهندسة. البطل يقع في حب زميلته لكنه لم يخبرها بعد بحقيقة مشاعره، ولكنه في نهاية المطاف ينفصل عنها.
وبعد 15 سنة، يتخرج البطل من كلية الهندسة ويبدأ حياته العملية بالعمل في مجال الإنشاءات. وبالمصادفة تزوره حبيبته السابقة سيو يون لرغبتها في بناء منزل في جزيرة جيجو، ولكنه لم يتعرف عليها من الوهلة الأولى. ينتقل الفيلم بين الحاضر والذكريات التي تلعب دورًا مهم في حياة كل فرد.

## روابط خارجية
- مقالات تستعمل روابط فنية بلا صلة مع ويكي بيانات

لا توجد روابط لمواقع التواصل الاجتماعي.